# TRL Awards
TRL Awards là giải thưởng được giới thiệu vào năm 2006 bởi MTV Italy, thưởng cho các thành quả tốt nhất trong âm nhạc mỗi năm quốc gia và quốc tế.